# Сефстрём, Нильс Габриэль
Нильс Габриэль Сефстрём (швед. Nils Gabriel Sefström, 2 июня 1787, Исбо (Хельсингланд) — 30 ноября 1845, Стокгольм) — шведский химик и минералог, один из открывателей элемента ванадий.
Нильс Габриэль Сефстрём был студентом в Йенса Якоба Берцелиуса. С 1820 по 1839 года преподавал в горной школе города Фалуна. После этого работал заведующим лаборатории королевского горного колледжа в Стокгольме. В 1830 году при исследовании железосодержащего минерала с местности Таберга вновь открыл элемент ванадий, который был уже обнаружен в 1801 году Андресом Мануэлем дель Рио в мексиканском месторождении свинцесодержащей руды. Сразу после этого повторного открытия, Фридрих Велер установил, что в случае открытий Сефстрёма и Рио — элементов ванадия и эритохрома речь идет об одном и том же химическом элементе. В 1815 году стал членом Шведской королевской академии наук, а в 1841 году членом-корреспондентом Прусской академии наук.
В его честь названо два ледника на острове Шпицберген.